# Oosterlauwers Friesland
Oostlauwers Friesland is de historische naam voor het gebied ten oosten van de rivier de Lauwers tot aan de monding van de Wezer. Het gebied ten westen van de Lauwers heet Westerlauwers Friesland.
Oosterlauwers Friesland omvatte historisch gezien de provincie Groningen, bestaande uit de Ommelanden (tot 1600 Klein Friesland genoemd) en het Oldambt, en verder Oost-Friesland, Jeverland, Friesische Wehde (Landkreis Friesland), Butjadingen, Land Wursten en Saterland in Duitsland.
In Oosterlauwers Friesland werd vroeger Oostfries gesproken. Deze taal is bijna uitgestorven. Alleen in het Saterland spreekt men nog een Fries dialect, het Saterfries (eigen naam: Seeltersk). Oost-Friesland heeft zijn Friese identiteit behouden, Groningen niet.